# 小行星5931
小行星5931（英語：5931 Zhvanetskij）是一颗围绕太阳公转的小行星。1976年4月1日，尼古拉·切爾尼赫在克里米亚发现了此天体。
这颗小行星的绝对星等为266.50492等。